# MGC ガバメント
MGC ガバメントはMGCが発売したモデルガン。輸入モデルガンであるヒューブレイ製コマンダーの改良版からスタートし、自社開発モデルを始め、年代により様々なガバメント / コマンダーを製品化したMGC社を代表するモデルのひとつ。

## モデル
コルト社のセミオートマチックピストルのガバメントをモデルとしている。年代によりバリエーションモデルであるコマンダー、ナショナルマッチについても製品化している。

## 製品詳細
GM1
亜鉛合金製モデルガン。46年規制前に製品化し、52年規制で発売中止となるまで生産された。よって黒色で銃腔が空いているモデルと金色で銃腔閉鎖モデルが存在する。45口径のスタンダードモデルを中心とし、ガバメント、コマンダーおよびリブ付きのターゲットが存在する。MP40のカートを使用した9mm口径のブローバックモデルも存在した。初期はバレルリンク付きのリアルなショートリコイルを再現していたが、後期はリンク部分を廃した一体構造のバレルとなるストレートブローバック型に改められた。また、初期はブリーチ部分が丸ごとファイアリングブロックとなっていたが、安全対策のためスライド側に改造防止インサートが鋳込まれる構造に改められた。銃身の短いコマンダーモデルも存在した。
GM2
ABS樹脂製モデルガン。1975年頃発売。初期型はセンター式ブリーチでシリアルナンバー付き。購入時にはシリアルナンバーと名前を登録する義務があった。これはMGCによる、モデルガンによる犯罪防止策であった。当初はブローバックモデルのみ。後にサイドプレート式に改められた時点でスタンダードとブローバックが存在した。コンバットカスタムと称するＫサイト装備のカスタムも追加され、ウェスタンアームズによるカスタムモデルも発売された。GM2用のカスタムパーツは直営店(MGCボンドショップ)にて部品単位に購入が可能だった。初期の紙火薬ブローバックカートリッジは画期的なプラカート（ポリカーボネイト製）を採用していたが、紙火薬ブローバックのアルミカート、MGキャップブローバック(MG-BLK)の真鍮カートと変更していき、モデル末期となるキットモデルにはCP-BLKスモールカートが採用された。
GM3
亜鉛合金製モデルガン。52年規制直前に生産された。スタンダードモデルのみ。GM1で廃止となったリアルなショートリコイル構造が再現されたが国内では非常に短命なモデルであった。規制直前には1丁分のパーツを袋詰めにして発売するなど在庫整理がされたが、輸出用としては規制後も生産を続けられた。輸出用GM3はのちにKSCが生産を続けマガジンキャッチを実銃と同様の構造に改良するなど実際は息の長いモデルとなった。
GM4
ABS樹脂製モデルガン。GM2をベースとしたゴールドカップナショナルマッチモデル。スライドは新規金型でフレームはGM2の流用。発売当初はカスタム扱いで完成品のみであったが、のちにキットモデルがカタログモデルとした発売された。ブローバックモデルのみ。当初はMG-BLK真鍮カート仕様であったが、キットモデルではGM2同様にCP-BLKスモールカートが採用された。MGCカスタムガンワークス名義でロングスライドカスタム(6インチ、8インチ)やショートスライドスキッパー、発売直前のGM5のバレルブッシングを採用しロングリコイルスプリングガイドを装備したスーパーグレードカスタムなどが存在する。ウェスタンアームズ製カスタムも登場初期には製作販売された。
GM5
ABS樹脂製モデルガン。GM1からGM4まではフレームが実銃より短いサイズであったが、GM5ではすべて新規製作となりリアルサイズとなった。擬似ショートリコイルを採用し、外観はMK4シリーズ'70となっている。ブローバックモデルのみ。サイド発火方式で登場したが、のちにシューターワンに対応するための発火性能向上策として分解不可能な構造のブリーチのセンター発火方式に変更された。メーカー純正カスタムも多数発売されるとともにカスタムパーツも豊富に準備され、着せ替え感覚でカスタマイズが楽しめるモデルガンとなっていた。他に類を見ないカスタムモデルのキット製品としてピンガンカスタム（クラークボーリングピンガン）やホーグロングスライドカスタムも発売された。カートリッジはMG-BLK、CP-BLK、CP-HWと変更された。そしてHW樹脂製モデルも追加された。HW樹脂モデルはキット製品も追加された。以降のガバメントシリーズ(モデルガン)はGM5の改良型に過ぎない。
GM6
ABS樹脂製ガスガン。通常時からハンマーコックの状態を維持し、変則的ダブルアクションにて作動する固定スライド式を採用。このことからトリガーストロークを稼ぐために必然的にロングトリガーとなるため、ウィルソンLEをはじめとするカスタムガバメントをモデルアップした。
GM7
ABS樹脂製ガスガン。機構はGM6と同じであるが「コンペンセイター無し、フィクスドサイトのノーマル形状のガバメントを」という市場の希望に答えて製品化した。当初はロングトリガーでも違和感のないデルタエリートから発売したが、のちにMK4シリーズ'70ガバメントも発売した。
GM8
ABS樹脂製ガスガン。こちらもGM6と機構は同じであるが、MGC初となるコルト以外の1911系となるスプリングフィールドM1911シリーズをモデルアップした。
GM9
HW樹脂製モデルガン。GM5をベースとしてゴールドカップナショナルマッチをモデルアップした。イライアソンサイトのナショナルマッチはGM4以来となり、GM4ではプラスチック一体でクリック無しのエレベーションのみ可動であったイライアソンサイトは亜鉛金属製のフルアジャスタブルとなった。CP-HWスモールカート仕様。
GM10
HW樹脂製モデルガン。GM5をベースとして樹脂製としてはMGC初となるコンバットコマンダーをモデルアップした。GM5ベースのカスタム扱いであったウェスタンアームズ製とは異なる新規設計品であり、CP-HWスモールカート仕様となっている。のちにこちらもMGC初となるCP-HWカートの38スーパーも追加となっている。
GM11
HW樹脂製モデルガン。GM5ベースのスプリングフィールドM1911A1モデル。CP-HWカートの38スーパーでウィチタサイト装備のコンペティションモデル。シルバーフレームモデルはフレームのみシルバーメッキのABS樹脂であるが、後にHW樹脂にシルバーメッキ（実際は塗装に近い）を施したバリエーションも追加となっている。
GM12
HW樹脂製モデルガン。MGCガバメントシリーズでは初となる45ACPリアルサイズCPカートを採用。ユーザーの要望の高かったコルトM1911A1ミリタリーモデルがモデルアップされた。GM12最初のモデルは1924年トランジションタイプ(スライドはM1911の刻印、ワイドハンマー、フレームはトリガーガード付近に切り欠きのあるM1911A1タイプという過渡期仕様)であり、黒く染色したスーパーブラックHW樹脂モデルとして登場した。その後パーカーライジング仕上げやシンガー、イサカといった刻印バリエーションも数多く登場した。10ミリ口径のデルタエリートもGM12の追加バリエーション。
その他
以降のモデルについてはGMxxというモデルナンバーを付与していない。
ガスブローバックシリーズ
ABS樹脂またはHW樹脂製ガスガン。ハイキャパシティモデル、オフィサーズ、ハードボーラーといったMGC初となるM1911ファミリーをモデルアップ。ただし、初期はスライドストロークが短いためホールドオープン時には若干不自然な位置でスライドストップがかかるようになっている。後にウェスタンアームズのマグナブローバックの特許使用契約を交わしスライドストロークは実銃どおりとなった。
GM12(GM5)系モデルガンバリエーション
ABS樹脂またはHW樹脂製モデルガン。スライド、フレームを新規設計としたバリエーションとしてM1911 US ARMYやUS NAVYモデル、オフィサーズACP、ハードボーラー、ハイキャパシティなどリアルサイズCPカートのモデルガンを相次いでモデルアップした。MGC解散後にタイトー、新日本模型に引き継いだ後もスプリングフィールドM1911A1のミルスペックモデルやキンバータクティカル、キンバーエリートモデル、MEU、FBIスペシャルといったバリエーションモデルを多数発売している。初期のキンバーモデルは商標使用権の未取得でモデル名をKimberでなくKeeperとするなどしていたが、後に正式にキンバーとして発売するようになった。

## 製品バリエーション
- スタンダードモデル
- ブローバックモデル

キット
別売り品
- カートリッジ
- MGキャップ